# Strada statale 89 dir/A Garganica
La ex strada statale 89 dir/A Garganica (SS 89 dir/A) è la "diramazione A" della strada statale 89 Garganica, che dal bivio per Vieste conduce al Porto di Vieste per una lunghezza di 1,940 km, attraversando il centro abitato viestano. Questa breve diramazione è stata ceduta alla Regione Puglia con decreto legislativo n. 112 del 1998, attuato nel 2001. È attualmente gestita dal Comune di Vieste, facendo parte della sua rete viaria urbana.

## Percorso
La strada collega il Porto di Vieste alla SS 89, principale arteria stradale del Gargano. Il percorso stradale originario non è facilmente riconoscibile poiché, nel corso degli anni, è variata la viabilità urbana viestana (sensi unici di marcia di alcune strade). Il percorso per giungere al Porto di Vieste inizia dal bivio della SS 89 a Vieste e include parte di Via Dante Alighieri, Via Giuseppe Verdi, parte di Via Papa Giovanni XXIII, Via Firenze, parte di Via Santa Maria di Merino, Lungomare Amerigo Vespucci e parte del Lungomare Cristoforo Colombo, dove termina presso l'Ufficio circondariale marittimo di Vieste, con una lunghezza di circa 1,940 km.
Come si evince dalla descrizione, l'intero tracciato è incluso nella rete viaria urbana di Vieste. Perciò, quando nel 2001 la strada è stata dismessa dall'ANAS e ceduta alla Regione Puglia, quest'ultima l'ha affidata al Comune di Vieste.